# Хуго фон Лупфен-Щюлинген
Хуго фон Лупфен-Щюлинген (на немски: Hugo Graf von Lupfen Landgraf von Stühlingen; † сл. 1327) от стария благороднически швабски род фон Лупфен, е граф на Лупфен и ландграф на Щюлинген в Баден-Вюртемберг.
Той е син на ландграф Еберхард I фон Лупфен-Щюлинген († сл. 1302) и втората му съпруга Аделхайд фон Цимерн († сл. 1293), дъщеря на Албрехт IV фон Цимерн († 1288/1289) и съпругата му фон Волфах, дъщеря на Фридрих (Фрайен) фон Волфах.
През 1582 г. линията Щюлинген изчезва и тяхната собственост отива чрез наследника Конрад фон Папенхайм (1534 – 1603) и синът му Максимилиан фон Папенхайм (1580 – 1639) на маршалите от Папенхайм.

## Фамилия
Хуго фон Лупфен-Щюлинген се жени за Анна фон Фрауенберг († сл. 1327). Те имат един син и една дъщеря:
- Еберхард III фон Лупфен-Щюлинген († сл. 1363), женен пр. 30 ноември 1341 г. за Кунигунда фон Розенег († сл. 1367), дъщеря на Хайнрих фон Розенег († 1335)
- Клара фон Лупфен, омъжена за рицар Улрих фон дер Алтенклинген († 1 март/1 юли 1363)